# Arawacus hypocritus
Arawacus hypocritus is een vlinder uit de familie van de Lycaenidae. De wetenschappelijke naam van de soort werd als Thecla hypocrita in 1913 gepubliceerd door Schaus.